# Amsoldingen
Amsoldingen – gmina (niem. Einwohnergemeinde) w Szwajcarii, w kantonie Berno, w regionie administracyjnym Oberland, w okręgu Thun.

## Demografia
W Amsoldingen mieszka 800 osób. W 2020 roku 4,3% populacji gminy stanowiły osoby urodzone poza Szwajcarią.